# António Gomes
António Gomes, né le 29 août 2000, est un footballeur portugais évoluant au poste d'ailier avec l'UD Oliveirense.

## Biographie

### En sélection
António Gomes participe au championnat d'Europe des moins de 19 ans en 2019, qui se déroule en Arménie. Lors de cette compétition, il joue trois matchs en tant que remplaçant. Le Portugal est défait le 27 juillet par l'Espagne, en finale.